# روابط ارمنستان و اوکراین
روابط ارمنستان و اوکراین (انگلیسی: Armenia–Ukraine relations) روابط دیپلماتیک دوجانبه بین اوکراین و ارمنستان است که در ۲۵ دسامبر ۱۹۹۱ برقرار شد. تا آن زمان، هر دو کشور عضو اتحاد جماهیر شوروی بودند. امروزه این کشورها هر دو عضو سازمان تجارت جهانی، سازمان امنیت و همکاری اروپا، سازمان ملل متحد و طرح مشارکت شرقی اتحادیه اروپا هستند. در حال حاضر، اوکراین پنجمین جامعه ارمنی‌ها در جهان را دارد. سفارت ارمنستان در کیف در سال ۱۹۹۳ افتتاح شد. سفارت اوکراین در ایروان در سال ۱۹۹۶ افتتاح شد. سفیر فعلی ارمنستان در اوکراین ولادیمیر کاراپتیان است. سفیر فعلی اوکراین در ارمنستان ایوان خوختا است.

## همکاری اقتصادی
اصول کلی همکاری اقتصادی بین اوکراین و ارمنستان در پیمان دوستی و همکاری بین اوکراین و ارمنستان که در تاریخ ۲۶ مه ۱۹۹۷ به رسمیت شناخته شد، مشخص شده است. امروزه، اوکراین و ارمنستان در چارچوب «کمیسیون مشترک بین دولتی همکاری اقتصادی اوکراین و ارمنستان» همکاری می‌کنند. صادرات اوکراین به ارمنستان شامل محصولات متالورژیکی، شیمیایی، کشاورزی، کالاهای غذایی و تجهیزات، محصولات حبوبات، نوشیدنی‌های الکلی، اتوبوس و لاستیک است. همچنین صادرات ارمنستان به اوکراین شامل محصولات الکتریکی، کنیاک، آبمیوه‌ها، رب گوجه‌فرنگی، آب‌های معدنی، سیگار و کالاهای کشاورزی می‌باشد.
در ۹ ماه اول سال ۲۰۱۵، حجم تجارت بین دو کشور به ۹۴٫۲ میلیون دلار آمریکا رسید، در حالی که تجارت کالاها به ۷۶٫۷ میلیون دلار بود.
با وجود این همکاری‌ها، چالش‌هایی نیز وجود دارد که می بر روابط تجاری تأثیر بگذارد. برخی از این چالش‌ها شامل عدم وجود زیرساخت‌های مناسب برای حمل و نقل، محدودیت‌های تجاری، و نیاز به تنوع در صادرات است. اما با توجه به ظرفیت‌های اقتصادی هر دو کشور، فرصت‌های زیادی برای گسترش همکاری‌ها در زمینه‌های مختلف مانند فناوری، صنعت، و کشاورزی وجود دارد.
- صادرات از ۲۰۱۷-۲۰۲۰[۴]

| سال  | صادرات از اوکراین به ارمنستان (میلیون) | صادرات از ارمنستان به اوکراین (میلیون) |
| ---- | -------------------------------------- | -------------------------------------- |
| ۲۰۲۰ | ۱۲۶٫۹۸                                 | ۲۶٫۴۰                                  |
| ۲۰۱۹ | ۱۴۸٫۴۶                                 | ۲۴٫۶۱                                  |
| ۲۰۱۸ | ۱۵۲٫۴۷                                 | ۱۸٫۲۵                                  |
| ۲۰۱۷ | ۱۱۴٫۴                                  | ۱۰٫۱۹                                  |

در دوره پنج‌ماهه اول سال ۲۰۲۲، حجم تجارت کالاها بین اوکراین و ارمنستان به ۳۳٫۲۱ میلیون دلار رسید که نسبت به مدت مشابه سال قبل، کاهش ۲۷٫۷ درصدی را نشان می‌دهد. این کاهش قابل توجه به عواملی چون ناپایداری‌های اقتصادی، چالش‌های لجستیکی و شرایط سیاسی موجود در منطقه مرتبط است.
در این بازه زمانی، صادرات اوکراین به ارمنستان به ۲۹٫۰۱ میلیون دلار رسید که کاهش ۲۶٫۵ درصدی را نسبت به سال قبل تجربه کرده است. این کاهش در صادرات می‌تواند ناشی از محدودیت‌های تجاری، نوسانات اقتصادی و نیاز به بازنگری در استراتژی‌های صادرات باشد. مهم‌ترین کالاهای صادراتی اوکراین به ارمنستان شامل محصولات متالورژیکی، کشاورزی و ماشین‌آلات بودند.
در همین مدت، واردات ارمنستان به اوکراین به ۴٫۱ میلیون دلار رسید که کاهش صادارات را نشان می‌دهد.

## پیوندهای فرهنگی
لویو محل استقرار کلیسای کاتولیک ارمنی در اوکراین است. از زمانی که اتحاد جماهیر شوروی لووف را تصرف کرد، مقر آن خالی باقی مانده است. از سال ۱۹۹۷، لووو همچنین به مرکز کلیسای حواری ارمنی (ارتدوکس) اوکراین تبدیل شد. شهر آرمیانسک که در اصل بازار ارمنی‌ها نام داشت، از نام جامعه ارمنی‌ها کریمه نامگذاری شده است.

## اوکراینی‌ها در ارمنستان
مؤسسه علمی و آموزشی ایروان که بر اساس شعبه ایروان دانشگاه ملی اوکراین غربی ایجاد شده است، در ارمنستان فعالیت می‌کند. این تنها مؤسسه آموزش عالی اوکراین در قفقاز جنوبی است.

## سفیران

### سفیران اوکراین در ارمنستان
- الکساندر بوژکو (۱۹۹۶–۲۰۰۱)
- Volodymyr Tyahlo[۷][۸] (۲ فوریه ۲۰۰۲ – ژوئن ۲۰۰۵)
- الکساندر بوژکو (ژوئن ۲۰۰۵–۲۲ ژوئیه 2010)[۹]
- ایوان خوختا (۲۲ ژوئیه ۲۰۱۰ – تا کنون)

### سفیران ارمنستان در اوکراین
- آندرانیک مانوکیان (۲۶ آوریل ۲۰۱۰ – ۲ اوت 2018)[۱۰][۱۱]
- تیگران سیرانیان (۲۸ دسامبر ۲۰۱۸ – ۱ ژوئن 2021)[۱۲]
- ولادیمیر کاراپتیان (۱ ژوئن ۲۰۲۱ - اکنون)[۱۳]